# Bontia
Bontia es un género con 66 especies de plantas de flores perteneciente a la familia Scrophulariaceae. 

## Especies seleccionadas
- Bontia adenotricha
- Bontia alternifolia
- Bontia angustifolia
- Bontia behriana
- Bontia berryi
- Bontia daphnoides L. - Olivo bastardo de las Antillas[1]